# Live in Philadelphia (álbum de Asia)
Live in Philadelphia es el quinto álbum en vivo de la banda británica de rock progresivo Asia, el cual está conformado por dos discos y fue publicado en 1997.  Este álbum fue grabado durante un concierto efectuado en el Chestnut Cabaret en la ciudad de Filadelfia, Pensilvania, Estados Unidos en el año de 1992.
En este concierto Geoff Downes quedó como el único miembro original de la banda, sin embargo cabe mencionar que Steve Howe, guitarrista original de Asia, fue incluido como músico invitado a esta presentación, mientras que John Payne, Vinny Burns y Trevor Thornton completaron la formación.

## Lista de canciones

### Disco uno
| Side one |                                            |                                  |          |  |
| N.º      | Título                                     | Escritor(es)                     | Duración |  |
| 1.       | «Go»                                       | Geoff Downes / John Wetton       | 5:33     |  |
| 2.       | «Geoff Downes Introduces the Band»         |                                  | 1:12     |  |
| 3.       | «Lay Down Your Arms»                       | Downes / John Payne / Grant Hart | 4:41     |  |
| 4.       | «Rock and Roll Dream»                      | Downes / Wetton                  | 7:33     |  |
| 5.       | «Love Under Fire»                          | Downes / Greg Lake               | 6:02     |  |
| 6.       | «Little Rich Boy»                          | Downes / Payne                   | 7:27     |  |
| 7.       | «Geoff Downes Introduces Steve Howe»       |                                  | 1:20     |  |
| 8.       | «Aqua Pt. 1»                               | Downes / Payne / Steve Howe      | 2:18     |  |
| 9.       | «The Heat Goes On»                         | Downes / Wetton                  | 5:49     |  |
| 10.      | «Don't Cry»                                | Downes / Wetton                  | 4:25     |  |
| 11.      | «Someday»                                  | Downes / Johnny Warman           | 7:21     |  |
| 12.      | «Galliard/Mood for a Day/The Ancient/Clap» | Howe                             | 14:00    |  |

### Disco dos
| Side one |                           |                 |          |  |
| N.º      | Título                    | Escritor(es)    | Duración |  |
| 1.       | «Wildest Dreams»          | Downes / Wetton | 5:35     |  |
| 2.       | «Back in Town»            | Downes / Payne  | 4:03     |  |
| 3.       | «Open Your Eyes»          | Downes / Wetton | 7:23     |  |
| 4.       | «Who Will Stop the Rain?» | Downes / Warman | 4:37     |  |
| 5.       | «Only Time Will Tell»     | Downes / Wetton | 5:35     |  |
| 6.       | «Sole Survivor»           | Downes / Wetton | 7:20     |  |
| 7.       | «Heat of the Moment»      | Downes / Wetton | 7:29     |  |

## Formación
- John Payne — voz principal y bajo
- Geoff Downes — teclados y coros
- Vinny Burns — guitarra y coros
- Trevor Thornton — batería

### Músico invitado
- Steve Howe — guitarra y coros